# Louis Floch
Louis Floch (* 28. Dezember 1947 in Saint-Pol-de-Léon) ist ein ehemaliger französischer Fußballspieler.

## Als Spieler im Verein

### Anfänge bei Rennes und Monaco (1965–1972)
Der auf der Rechtsaußenposition beheimatete Floch war 16 Jahre alt, als er in seiner Heimatstadt Saint-Pol-de-Léon beim in der Division d’Honneur antretenden Amateurverein Stade léonard in die erste Mannschaft aufrückte. Er offenbarte unter Trainer Jean Combot, der zuvor selbst Profi gewesen war, schnell sein außerordentliches Talent, sodass er im Sommer 1965 vom in seiner Heimatregion Bretagne gelegenen Erstligisten Stade Rennes verpflichtet wurde. Am 22. August 1965 stand er bei einer 1:3-Niederlage gegen die UA Sedan-Torcy auf dem Platz und erreichte so im Alter von 17 Jahren sein Debüt in der höchsten französischen Spielklasse. Er sicherte sich schnell das Vertrauen seines Trainers Jean Prouff, avancierte zum Stammspieler und absolvierte am 22. September 1965 sogar seine erste Partie im europäischen Wettbewerb, als er bei einem 0:2 gegen Dukla Prag im Europapokal der Landesmeister aufgeboten wurde. Allerdings blieb es das einzige Europapokalspiel, das er je bestreiten durfte. Kurz darauf erzielte er am 3. Oktober desselben Jahres bei einer 3:5-Pleite gegen den SCO Angers sein erstes Erstligator. Er galt als größtes Talent des bretonischen Fußballs, bis er am 16. März 1966 im Rahmen eines Spiels der französischen Juniorenauswahl gegen Belgien eine schwerwiegende Fußverletzung erlitt. Dies setzte ihn fast ein Jahr lang außer Gefecht, weswegen schon über das vorzeitige Ende seiner Laufbahn spekuliert wurde. Zu Beginn des Jahres 1967 schaffte er jedoch die Rückkehr, konnte sich schnell erholen und wurde wieder zum Leistungsträger innerhalb einer Mannschaft, die gegen den Abstieg kämpfen musste. Im nationalen Pokal wurde gegen den FC Sochaux erst im Wiederholungsspiel ein möglicher Finaleinzug verpasst.
1967 avancierte Robert Rico auf der linken Seite zum Stammspieler. Beide entwickelten eine Spielmethode, bei der sie die Abwehr über die Außenseite überliefen und dann in den Rücken der gegnerischen Defensive zu einem Teamkollegen abspielten; dabei kam Floch vor allem seine Schnelligkeit zugute. Zur Überraschung der eigenen Anhänger gab er im Mai 1969 den Wechsel zum Zweitligisten AS Monaco bekannt, obwohl er in der Erstligamannschaft weiterhin eine Perspektive als Stammspieler besessen hätte. Seitens des Klubs wurde sein Abgang aus finanziellen Gründen befürwortet.
Bei dem Verein aus Monaco, der trotz seiner Zugehörigkeit zum Fürstentum Monaco am französischen Spielbetrieb teilnehmen darf, erhielt er wie zuvor in Rennes einen Stammplatz und musste sich zunächst mit einer Platzierung im Tabellenmittelfeld zufriedengeben. Zur selben Zeit forderten die Fans seines vormaligen Arbeitgebers vehement seine Rückkehr, die aber nie zustande kam. In der Saison 1970/71 spielte er nicht nur stark genug, um als Zweitligaakteur in die Nationalelf aufgenommen zu werden, sondern führte sein Team auch zum Aufstieg in die oberste französische Liga. Er hielt sein hohes Leistungsniveau und steuerte mit zehn Treffern 1971/72 seine bis dahin beste Torausbeute bei, doch reichte dies nicht zum Klassenerhalt der Monegassen. Aufgrund dessen verließ er das Fürstentum 1972 und unterschrieb beim in die erste Liga aufgestiegenen Paris FC.

### Pariser Jahre (1972–1976)
Zur selben Zeit wie er traf 1972 eine ganze Reihe namhafter Neuverpflichtungen beim PFC in der französischen Hauptstadt ein. Entsprechend besaß die Elf genügend Qualität, um sich als Tabellenzwölfter deutlich vor der Abstiegszone zu halten. Dabei unterstrich Floch seine bereits in der Vorsaison gezeigten Torjägerqualitäten, erzielte mit 16 Treffern die meisten in seiner gesamten Laufbahn und belegte damit den zehnten Rang in der Liste der besten Torschützen. Obwohl er 1973/74 mit 14 Toren das Niveau in etwa halten konnte und sein Kollege François Félix sogar 18 Mal erfolgreich war, stiegen die Pariser auch aufgrund der zweitschwächsten Defensivabteilung der Liga ab. Mit insgesamt 30 Treffern im Trikot des Vereins ist Floch der beste Torschütze in der Erstligageschichte des Paris FC. Überdies konnte er sich bei den Anhängern des Klubs den Status eines Publikumslieblings erwerben.
Trotz des Abstiegs im Jahr 1974 blieb er der obersten Spielklasse erhalten, da er zum zuvor erstmals in die höchste Liga aufgestiegenen Stadtrivalen Paris Saint-Germain ging. Eine Reihe prominenter Spieler hielt den Verein in der Erstklassigkeit, doch Floch war nicht unumstritten, da er mit Guy Nosibor konkurrierte und diesem häufig den Vortritt lassen musste. Mit Pierre-Antoine Dossevi kam 1975 ein weiterer potenzieller Rivale hinzu, sodass er anschließend nur noch an rund der Hälfte aller Partien teilnahm. 1976 kehrte er der Hauptstadt den Rücken und wechselte zurück in seine bretonische Heimat, wo er beim Zweitligisten Stade Brest Arbeit fand.

### Letzte Jahre bei Brest (1976–1980)
Bei Brest stellte er 1976 mit seinen 28 Jahren eine von mehreren Neuerwerbungen dar, die für Erfahrung standen. Mit Alain de Martigny war im selben Sommer ein Spieler geholt worden, der in einer Doppelrolle gleichzeitig das Traineramt ausführen sollte. Der lediglich anderthalb Jahre ältere de Martigny, der schon vorher gut mit Floch bekannt gewesen war und sich für dessen Verpflichtung eingesetzt hatte, machte ihn zum Stammspieler auf dem rechten Flügel. Die ersten zwei Spielzeiten verbrachte er mit der Mannschaft im Tabellenmittelfeld; dies änderte sich 1978 mit der Verpflichtung des Stürmers Patrick Martet. Es entstand ein überaus erfolgreiches Offensivduo mit dem in der Mitte beheimateten Martet, der Flochs Flanken verwerten konnte. Martet traf 26 Mal, Floch immerhin sieben Mal und am Saisonende 1978/79 schaffte Brest den Aufstieg in die erste Liga. Floch stand auf dem Platz, als Brest am 3. August 1979 mit einem 1:2 gegen den FC Sochaux seine erste Erstligapremiere erlebte. Zwar konnte er seinen Stammplatz in der nachfolgenden Zeit behaupten, doch gewann die Mannschaft bis zum vorletzten Spieltag nur drei Mal und belegte abgeschlagen den letzten Platz. Als sie sich am 27. Mai 1980 gegen den ebenfalls schon abgestiegenen Gegner Olympique Marseille aus der Liga verabschieden musste, gelang der schwächsten Offensive dieser Spielzeit ein 7:2-Sieg, zu dem Floch einen Treffer beisteuerte. Dies stellte zugleich das letzte Spiel unter Profibedingungen für ihn dar, da er sich wegen Meinungsverschiedenheiten mit den Verantwortlichen für die Beendigung seiner Laufbahn entschied. Der damals 32-Jährige war bis dahin auf 255 Erstligapartien mit 70 Toren sowie 141 Zweitligapartien mit 25 Toren gekommen.

## Nationalmannschaft
Am Anfang seiner Karriere hatte er bereits der Juniorenauswahl seines Landes angehört. Im Oktober 1967 trug er bei einem 1:1 gegen Belgiens Zweitteam erstmals das Trikot der B-Mannschaft Frankreichs. Für die Mannschaft lief er 1971 ein weiteres Mal auf.
Er war 22 Jahre alt, als er am 7. Oktober 1970 bei einer 0:1-Niederlage gegen Österreich zu seinem Debüt für die Französische Nationalelf kam, wobei er in der 78. Minute eingewechselt wurde. Vier Tage darauf bestritt er bei einem 3:1 gegen Norwegen im Rahmen der Qualifikation zur Europameisterschaft 1972 sein erstes Pflichtspiel auf internationaler Ebene. Dem folgten regelmäßig weitere Berücksichtigungen und er stand bis Sommer 1971 insgesamt sechs Mal für Frankreich auf dem Platz, während er auf Vereinsebene mit der AS Monaco lediglich zweitklassig spielte; somit war er einer von wenigen Spielern, die trotz der Zweitklassigkeit den Sprung in die Nationalelf schafften. Auch nach dem 1971 erreichten Aufstieg blieb er der Auswahl erhalten und erhielt das Vertrauen von Trainer Georges Boulogne, der ihn bereits in der Jugendnationalmannschaft trainiert hatte. Allerdings stellte sich der sportliche Erfolg für die Mannschaft nicht ein, sowohl die Europameisterschaft 1972 als auch die Weltmeisterschaft 1974 wurden verpasst und daher wurde im Sommer 1973 mit Ștefan Kovács ein neuer Trainer geholt. Unter Kovács absolvierte Floch kein Länderspiel mehr. Aus diesem Grund blieb eine 0:2-Niederlage gegen die Sowjetunion am 26. Mai 1973 die letzte von 16 Partien, bei denen er im Trikot seines Landes auflief.

## Spielweise und Rolle
Seit dem Beginn seiner Laufbahn fiel er durch sein schnelles Spiel auf, durch das er eine große Durchschlagskraft auf dem Flügel entwickelte. Hinzu kamen außerordentliche Fähigkeiten im Dribbling und die Begabung zu Alleingängen. Mit zunehmendem Alter trat er auch als Führungsfigur auf dem Platz auf und war sehr bemüht, für die jungen Spieler als Vorbild zu dienen und diesen bei ihrer Entwicklung weiterzuhelfen. Unter anderem wirkte er am Ende seiner Karriere als Mentor für den späteren Nationalspieler Yvon Le Roux.

## Leben nach der aktiven Zeit
Noch während er für Brest die Fußballschuhe schnürte, eröffnete er 1977 in Roscoff einen Tabak- und Presseladen. Ab 1981 trat er für mehrere unterklassige Vereine aus der Bretagne als Spielertrainer in Erscheinung. 1987 gab er das aktive Spielen endgültig auf und kehrte in seine Heimatstadt Saint-Pol-de-Léon zurück, wo er beim lokalen Klub, bei dem seine Laufbahn begonnen hatte, zunächst Jugendtrainer war und dann das Präsidentenamt übernahm. 2007 wurde er bei einem Verein aus Morlaix zum Berater des Trainers.